# ضاحية نامكل
ناماكال رمزها «NM» (بالإنجليزية: Namakkal)‏ ، هو تقسيم إداري لدولة الهند تتبع ولاية تاميل نادو (بالإنجليزية: Tamil  Nadu)‏ ، مركزها هو مدينة ناماكال (بالإنجليزية: Namakkal)‏ عدد سكانها حسب تعداد سنة 2001 هو 1,495,661 ، مساحتها 3,429 كم² وكثافة السكان 436 لكل كم² .